# 列奥尼达二世

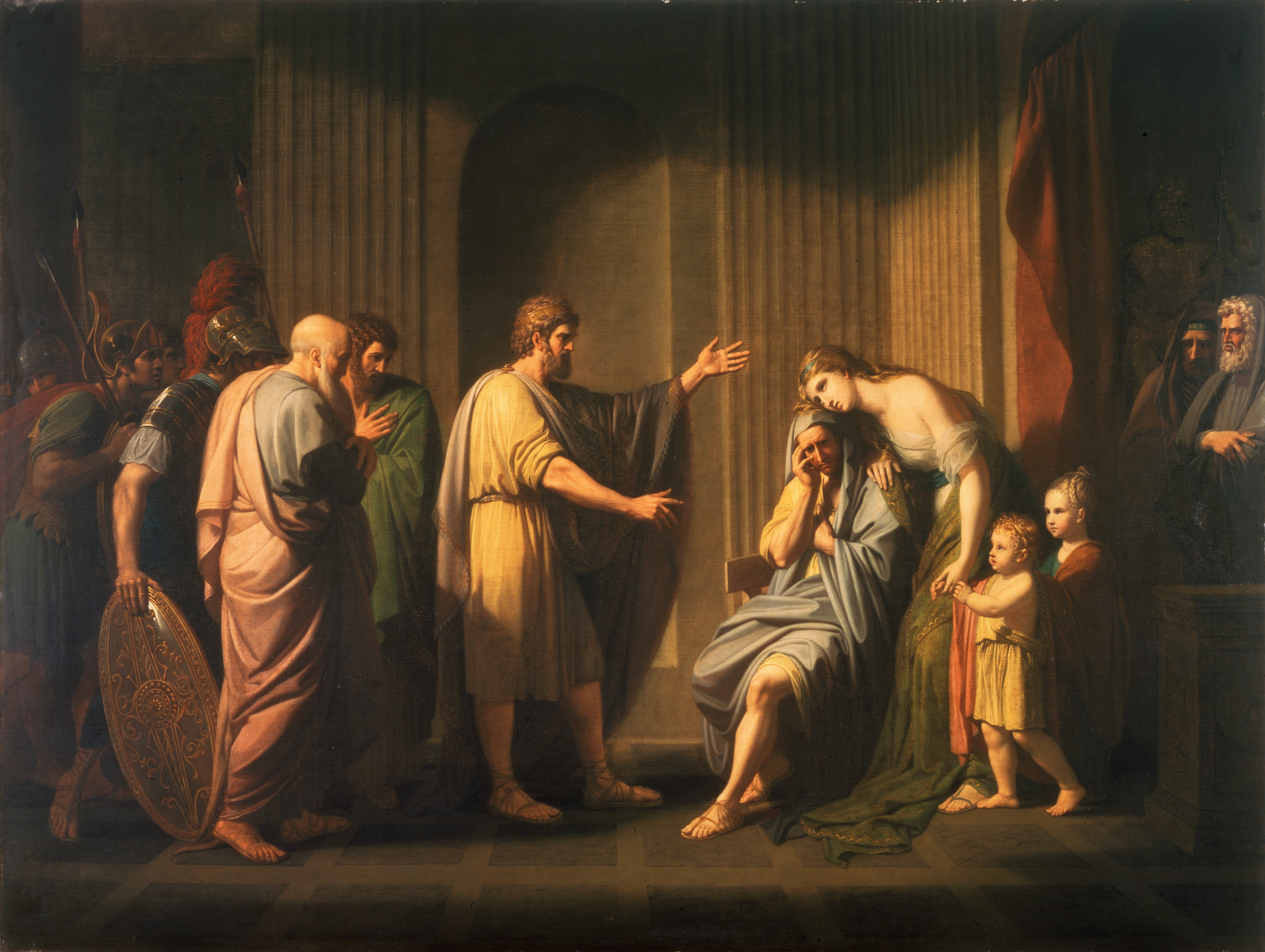
Kleombrotos sent into Exile by Leonidas II, Oil on canvas, Benjamin West, c. 1768.

列奥尼达二世（Leonidas II）(希腊语: Λεωνίδας Bʹ),是第28位亚基亚德世系斯巴达王（前254～前242,前241～前235在位）。他于前254年继承阿瑞乌斯二世的王位并于前244年开始与亚基斯四世共治。

## 家庭
他和妻子Cratesiclea生了三个孩子，Cratesiclea属于塞琉古王朝。
他的儿子克里昂米尼三世后来继承了父亲的王位，在18岁的时候娶了Agiatis (d. 224 BC)，这位女士是共治王亚基斯四世的遗孀； 他们至少有一个儿子，这个儿子和他的祖母一起死在了埃及。他的女儿Chilonis嫁给了Cleombrotus II，后者取代了他的岳父成了王统治了一段时间。她以对父亲的忠诚著称，她追随了流亡的父亲；在她的父亲重掌大权之后，她又追随了她的流亡丈夫。